# Red Kerr
John Greham Kerr, detto Red (Chicago, 17 luglio 1932 – Chicago, 26 febbraio 2009), è stato un cestista e allenatore di pallacanestro statunitense, professionista nella NBA.

## Carriera
Venne selezionato dai Syracuse Nationals al primo giro del Draft NBA 1954 (6ª scelta assoluta).

## Palmarès

### Giocatore
- NCAA AP All-America Third Team (1954)
- Campionato NBA: 1

Syracuse Nationals: 1955
- 3 volte NBA All-Star (1956, 1959, 1963)
- Quarantaquattresimo miglior rimbalzista di sempre NBA

### Allenatore
- NBA Coach of the Year (1967)